# Oldřich Vyhlídal
Oldřich Vyhlídal (4. ledna 1921 Holešov – 14. května 1989 Praha) byl český básník a překladatel.

## Biografie
Narodil se v Holešově na Kroměřížsku v proletářské rodině: Jeho otec by studnař, matka dělnice v továrně na nábytek. Dětství prožil v obci Všetuly, v Holešově pak vystudoval reálné gymnázium (maturita 1941). Poté měl být jako občan Protektorátu Čechy a Morava totálně nasazen v Říši, po úraze páteře způsobené pádem ze stromu byl ale uznán práce neschopným. Zranění pro něj mělo však trvalé následky, které ho celoživotně sužovaly.[zdroj?]
Po válce začal studovat psychologii a sociologii na FF UK, studia však nedokončil. Živil se poté různými příležitostnými pracemi (zedník, prodavač novin, pomocný účetní, pracovník drenáží), zdravotní potíže ho ovšem nakonec donutily odejít do částečného invalidního důchodu. Vrátil se do Všetul, odkud ještě dojížděl pracovat do továrny v Holešově, ani tuto práci mu ale jeho zdravotní stav dlouhodobě nedovolil.
Jako plně invalidní poté přesídlil do Prahy. Zde si v roce 1951 našel práci v Technickém vydavatelství jako úředník a korektor. Od roku 1957 do roku 1959 pracoval v sekretariátu Svazu československých spisovatelů a poté až do odchodu do starobního důchodu v nakladatelství Československý spisovatel.
Zemřel roku 1989 v Praze. Pohřben je v urnovém háji Strašnického krematoria.[zdroj?]

## Ocenění
V roce 1975 byl Oldřich Vyhlídal jmenován zasloužilým umělcem.

## Dílo
Dílo Oldřicha Vyhlídala je básnickým svědectvím o touze po lásce, důvěře a intimitě, velikou apologií dětství a oslavou manuálně pracujícího člověka (především básníkova otce). V pozdějších dílech vystupuje do popředí potřeba vyslovení hodnotových soudů, která básníka občas zavádí až do oblasti politických proklamací a didakticky nabádavých klišé. Jeho místo v moderní české poezii je přesto významné; především ranými sbírkami tvoří pozoruhodnou protiváhu sýsovského a černíkovského proudu v oficiální linii socialistické poezie 2. poloviny 20. století.[zdroj?]

### Poezie
- Řeka pod okny 1956
- Hnízda na vodě 1959
- Ptáci nad Atlantidou 1963
- Snímání podob 1966
- Svatá rodina 1972
- Pláňky 1977
- Tatínkovy ruce 1978
- Vodopád 1979
- Cirkus 1981
- Neodpustky 1982
- Svatební dar 1985
- Ars poetica. Verše z nemoci 1988
- Pantumy o marné lásce 1989
- Dny a dna 1990

### Výbory
- Rodokmen 1969
- Pod útokem hvězd 1970
- Prosby o milost 1975
- Básně 1981
- Sonety 1983
- – a neopouštěj nás 1984, redigoval Václav Kubín

### Překlady
- Chryzantémy 1958 - starokorejská lyrika
- Sladký ohnivý svět 1962 - arménská poezie
- Závěť 1971 - poezie rumunského básníka Tudora Argheziho
- Chryzantémy ze země zelených hor 1976 - starokorejská lyrika
- Věčná slova země zelených hor 1967[2] - starokorejská lyrika
- Obrazy a elegie - 1974 - R. M. Rilke

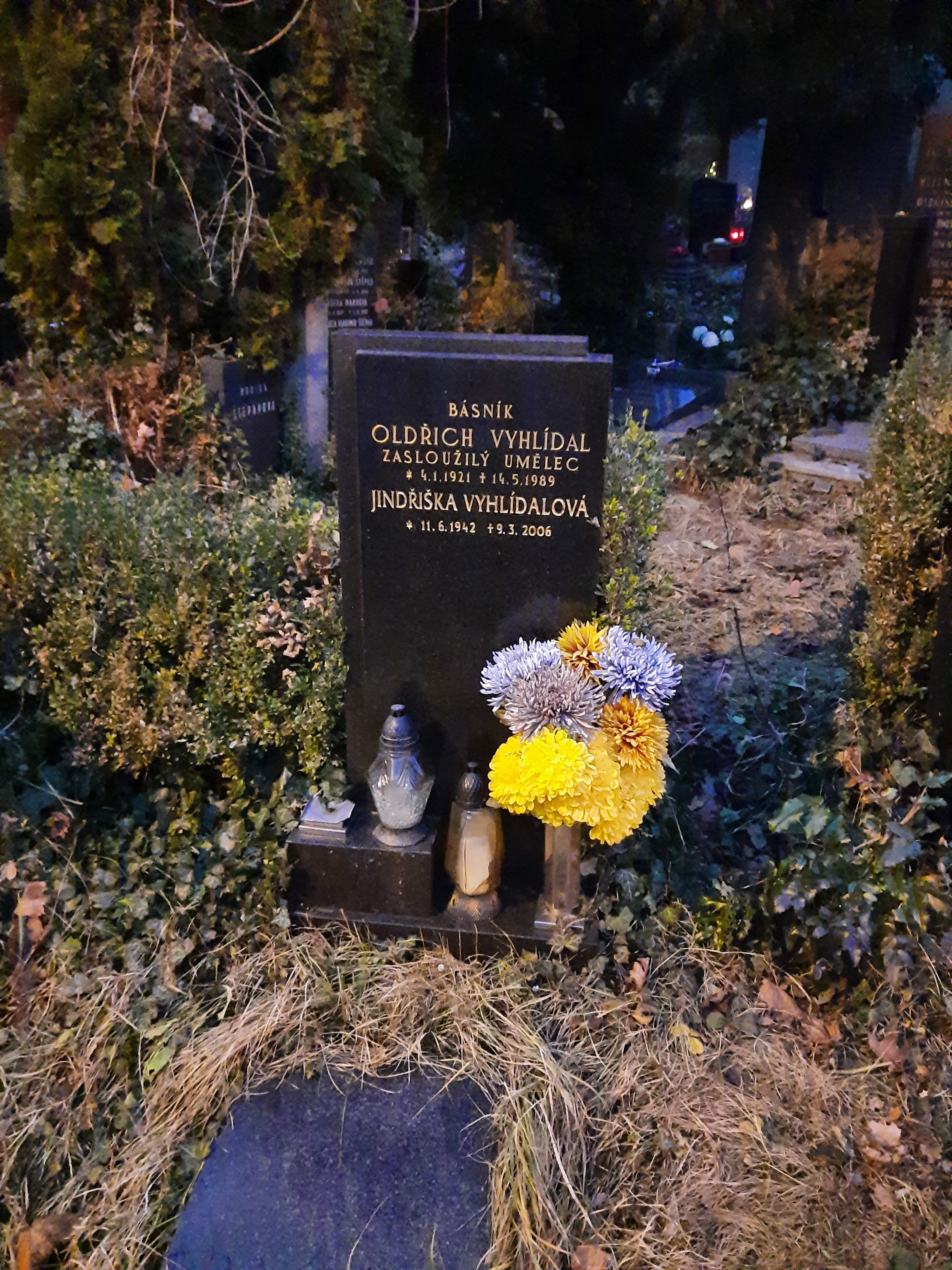
Hrob rodiny Oldřicha Vyhlídala v Urnovém háji Krematoria Strašnice